# Jäppilä
Jäppilä este o fostă comună din Finlanda.